# Miguel Arraiolos
Miguel da Cunha Arraiolos (Santarém, 12 de julho de 1988) é um triatleta profissional português.

## Carreira
Pódios internacionais:
Bronze equipas junior no mundial de Duatlo, 2006; campeão da europa Triatlo equipa sub23, 2008; vice-campeão da europa Triatlo sub23, 2008;  vice-campeão da europa Triatlo equipas sub23, 2009;  bronze sub23 no mundial de Duatlo 2010, campeão da europa sub23 de Duatlo, 2011; prata no campeonato pan-americano 2013.

### Jogos Olímpicos Rio 2016
Miguel Arraiolos competiu nos Jogos Olímpicos de Verão de 2016, no Rio de Janeiro, Brasil, tendo ficado em quadragésimo quarto lugar com o tempo de 1:53.35.
Clubes anteriores:
Clube Desportivo Os Águias de Alpiarça (início da carreira e último clube antes do atual). Pelo meio representou o Clube de Futebol "Os Belenenses" e o Clube Olímpico de Oeiras.
Condecorações:
Jovem Promessa do Ano 2008 pela Confederação de Desporto de Portugal;
Medalhas de Mérito Desportivo Ouro e Prata por resultados relevantes alcançados;
Medalha de Honra do Município de Alpiarça, pela participação olímpica no Rio 2016.
Formação Académica
Estudante de Educação Física e Desporto na Faculdade de Motricidade Humana.